# 三番叟

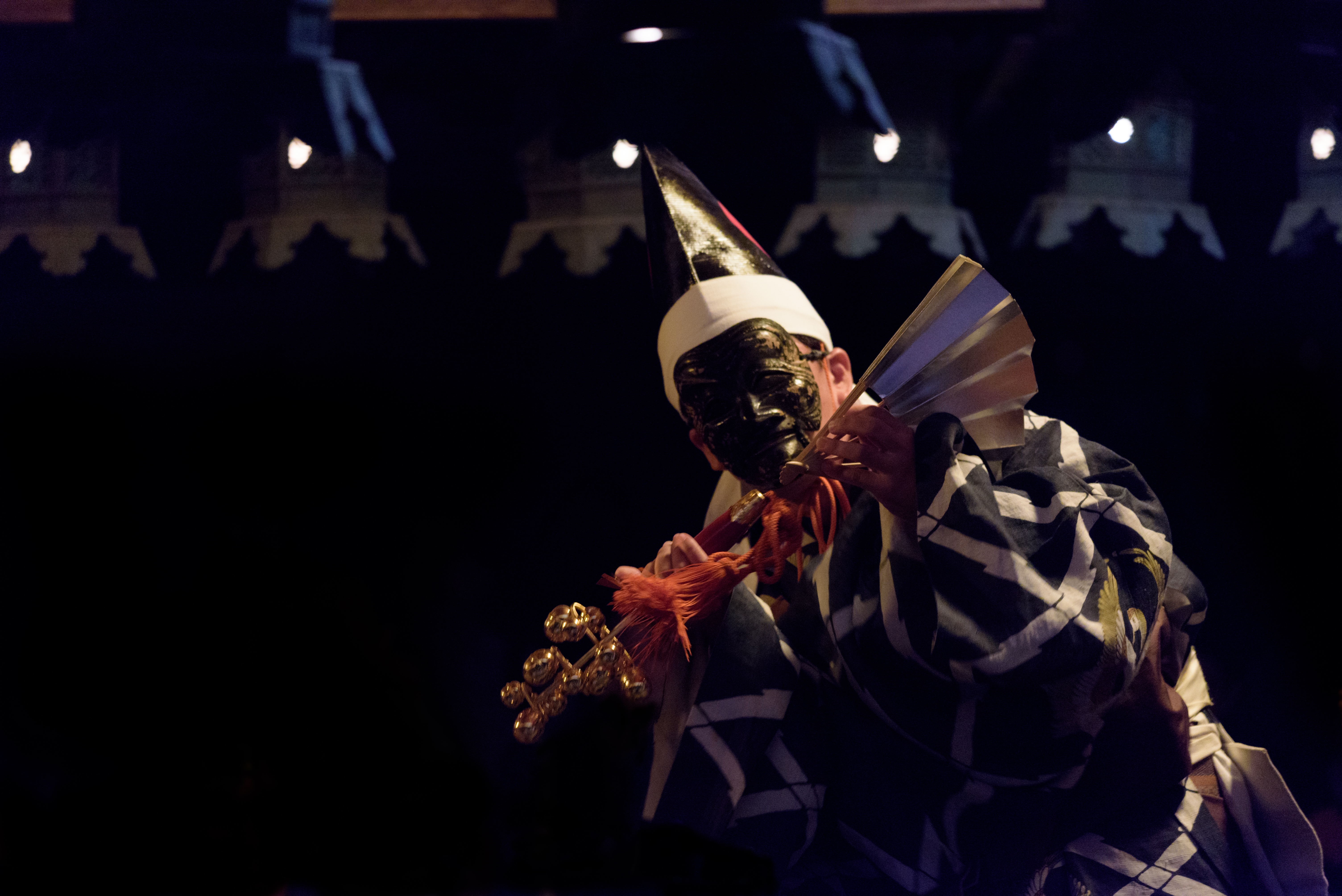
奈良豆比古神社の翁舞における三番叟

三番叟（さんばそう）は、日本の伝統芸能。式三番（能の翁）で、翁の舞に続いて舞う役、あるいはその舞事。能楽では狂言役者が演ずる。

## 解説
元々「式三番」という名称は、例式の 3番の演目という意味で、「父尉」「翁」「三番猿楽」の 3演目を指すものであり、室町時代初期には「父尉」を省くのが常態となっていたが、式二番とは呼ばずそのままの名称が使われている。古くは、その3番のうち 1、2番目は聖職者である呪師が演じたが、「三番叟」は 3番目の演目であり呪師に代って猿楽師が演じ、「三番猿楽」と呼ばれ、「三番三」とも呼ばれる。
三番叟の舞は、揉ノ段と鈴ノ段に分かれる。前半の揉ノ段は、面を付けず、足拍子を力強く踏み、軽快・活発に舞う。後半の鈴ノ段は、黒式尉を付け、鈴を振りながら、荘重かつ飄逸に舞う。
翁の舞が、天下泰平を祈るのに対し、三番叟の舞は五穀豊穣を寿ぐといわれ、足拍子に農事にかかわる地固めの、鈴ノ段では種まきを思わせる所作があり、豊作祈願の意図がうかがえる。式三番のうちでも、翁以上に後世の芸能に影響を与えた。歌舞伎や人形浄瑠璃などに取り入れられ、また日本各地の民俗芸能や人形芝居のなかにも様々な形態で、祝言の舞として残されている。なお、三番叟の系統を引く歌舞伎舞踊や三味線音楽を「三番叟物」と言う。

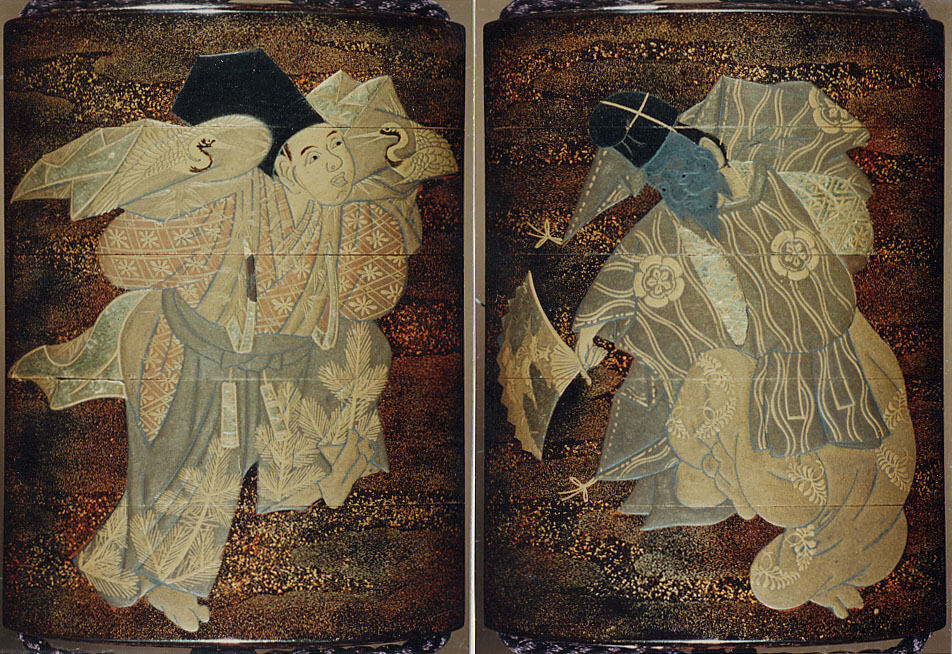
翁三番叟蒔絵印籠
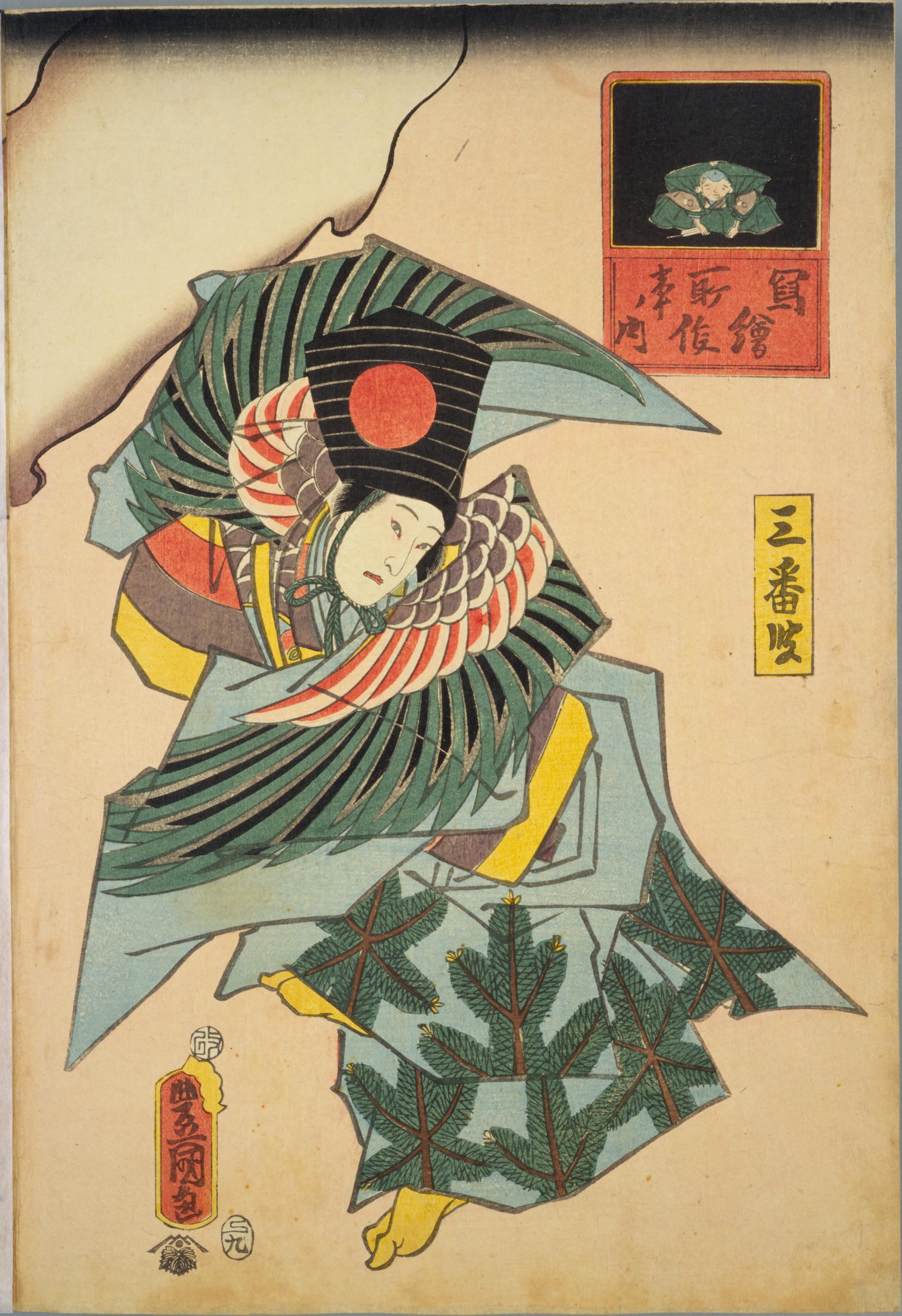
歌川国貞「写絵所作事ノ内 三番叟・写絵所作の内 天人・草かり娘・うつしゑ所作の内 壱本足・とうふかひ」
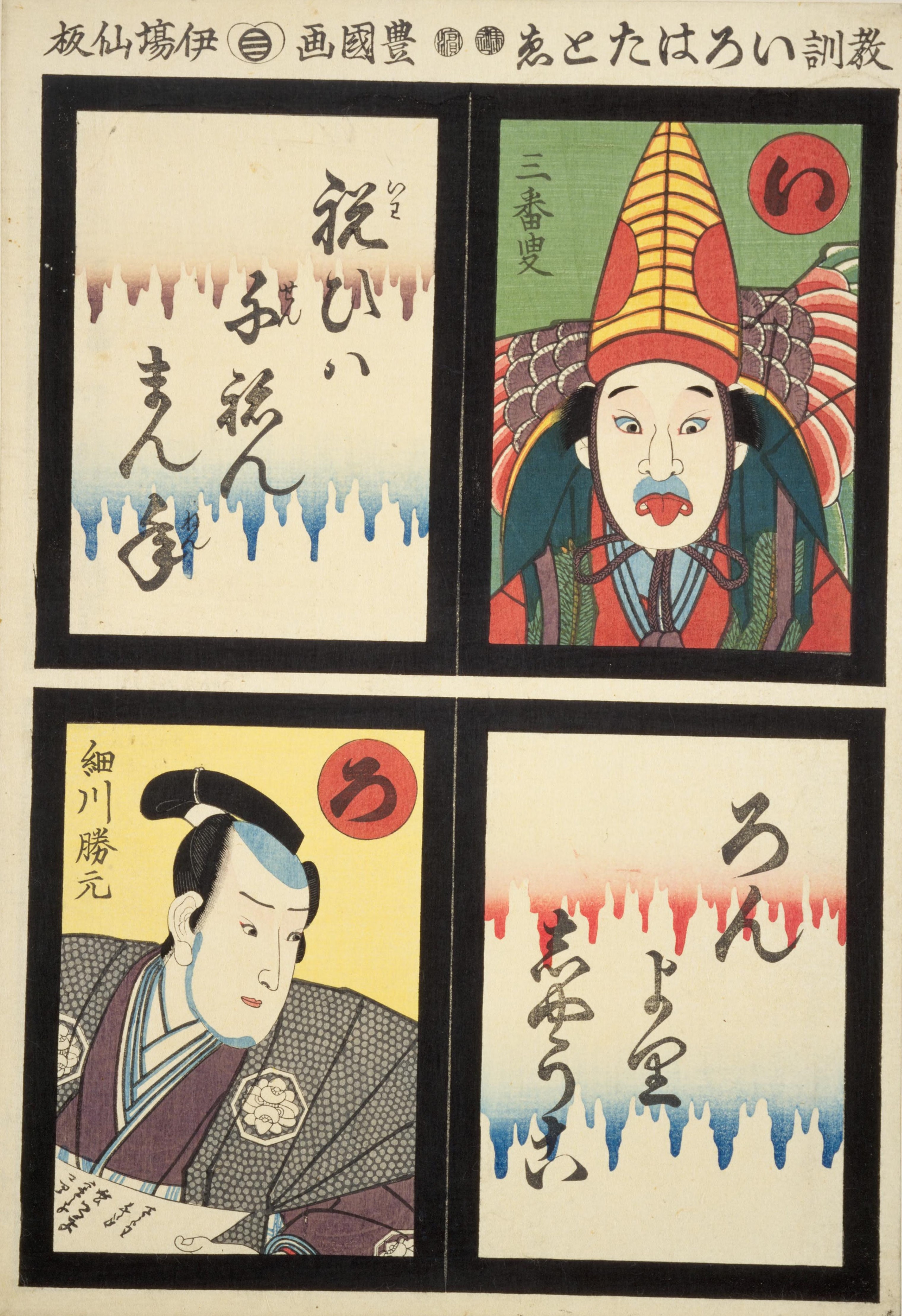
歌川国貞「教訓いろはたとゑ い・三番叟／ろ・細川勝元」
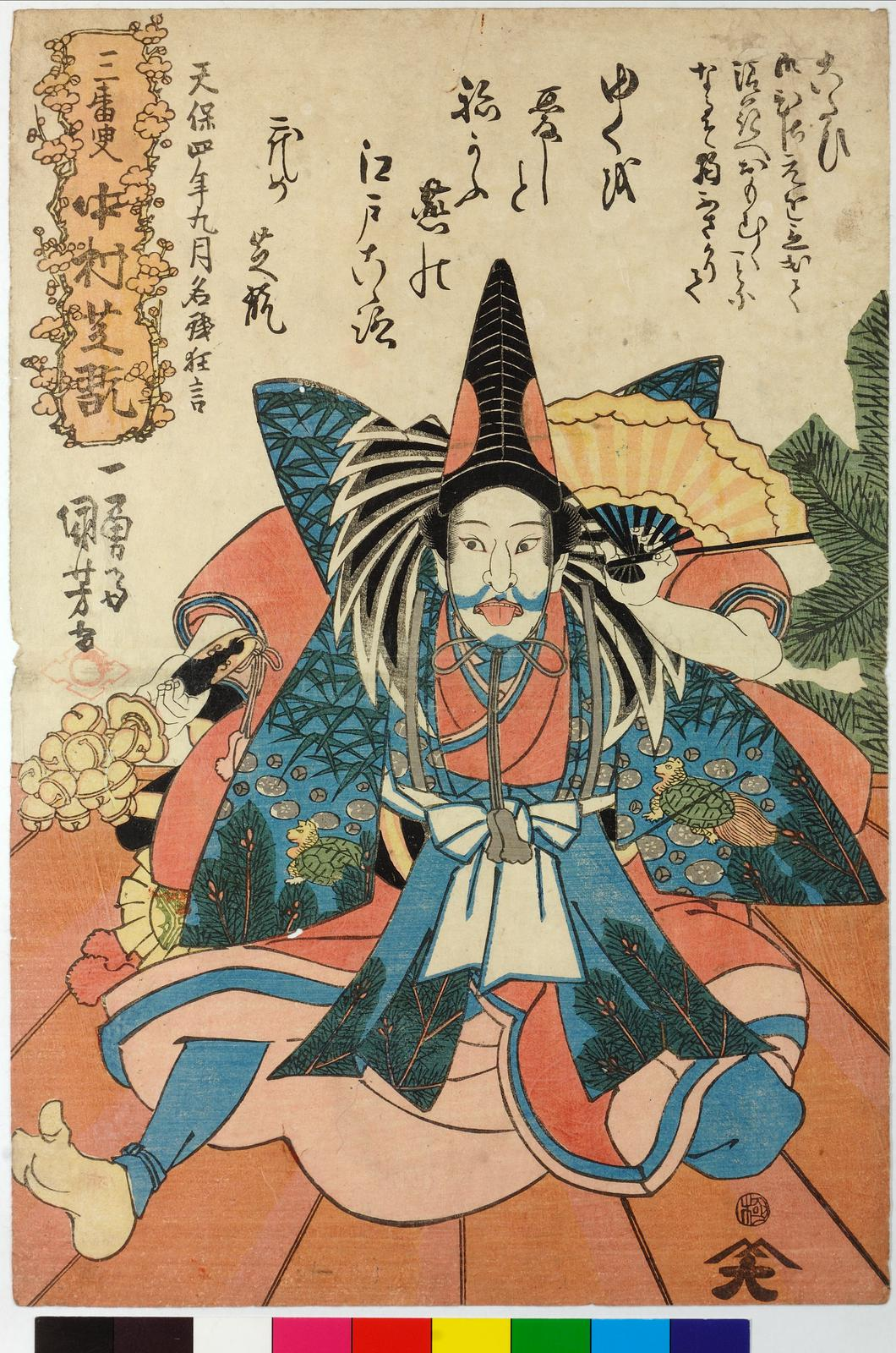
歌川国芳（一勇斎国芳）「中村芝翫の三番叟」
- 英一蜂「三番叟図」
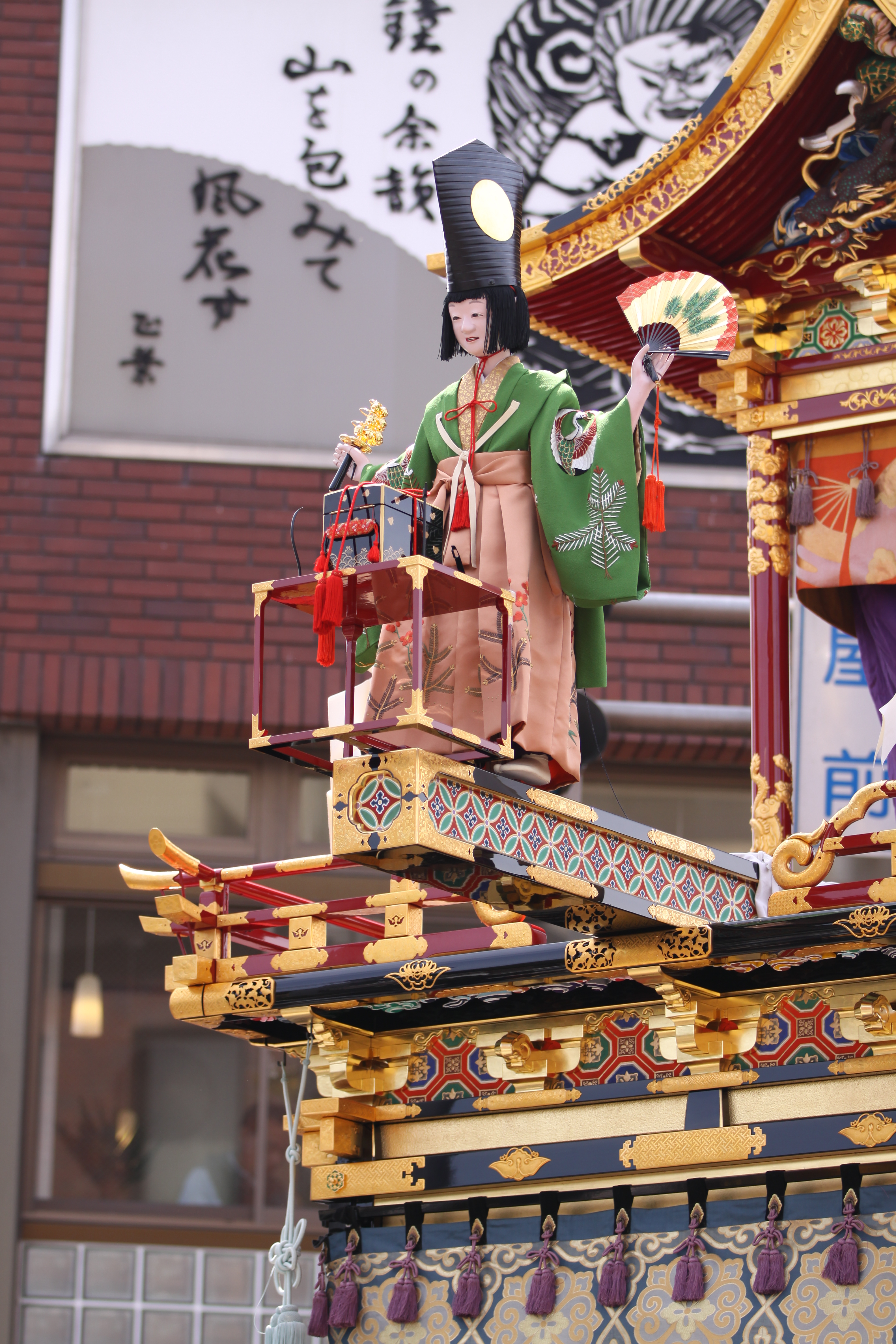
高山祭三番叟 からくり人形 (岐阜県高山市)
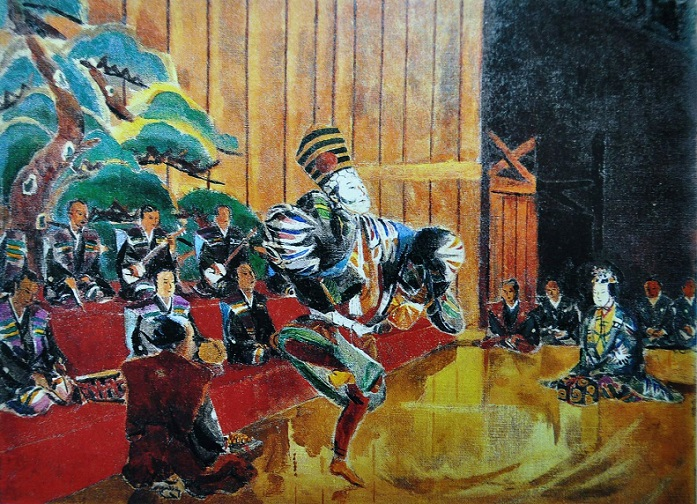
木村荘八「三番隻（日本舞踊）」
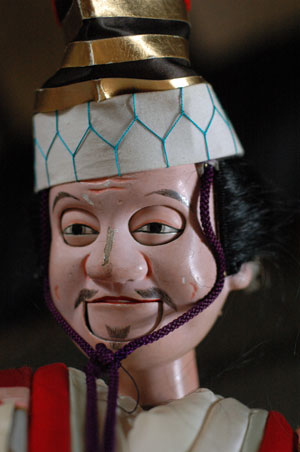
長浜市冨田人形会館の文楽人形
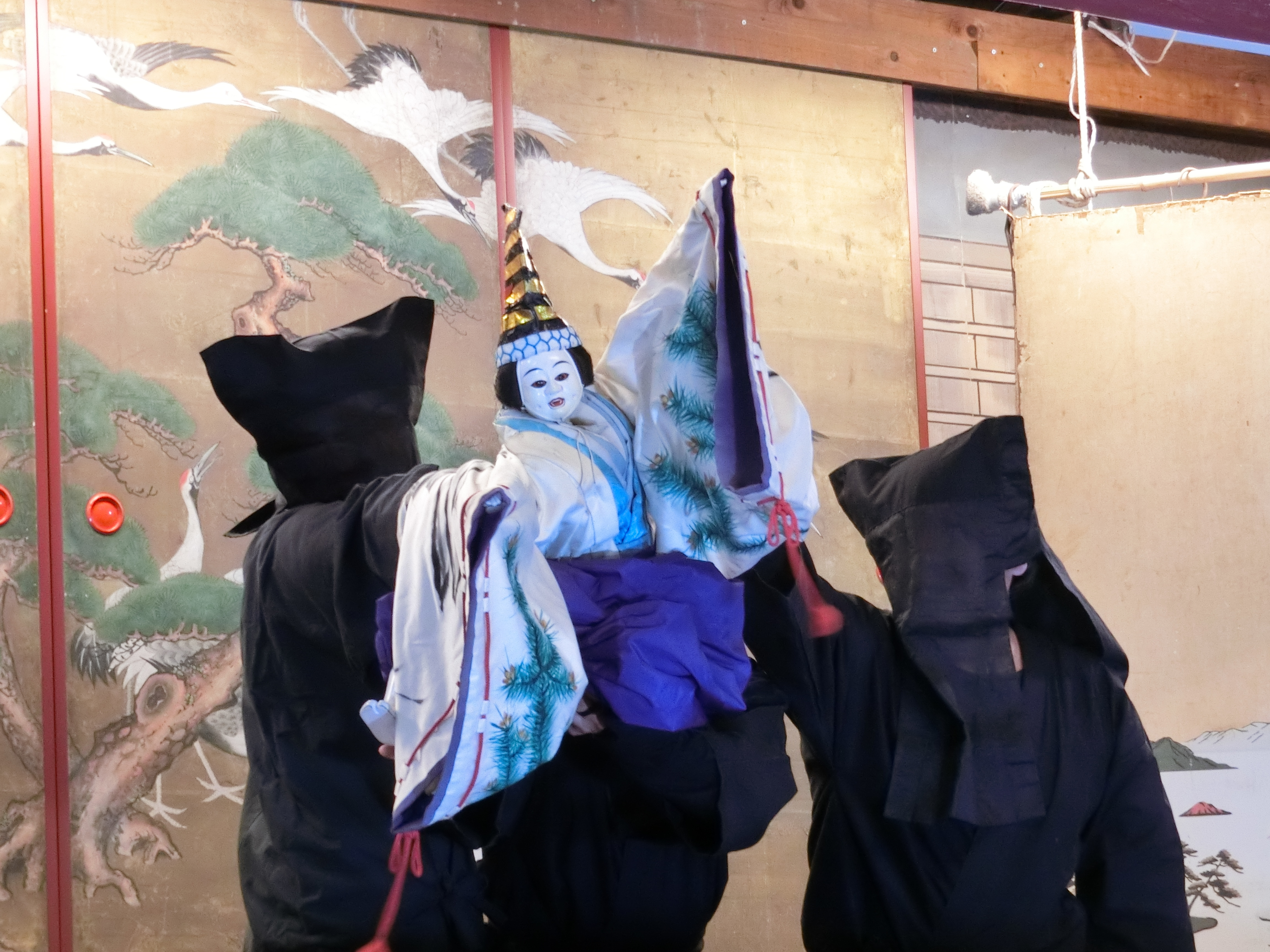
重要無形民俗文化財の真桑人形浄瑠璃
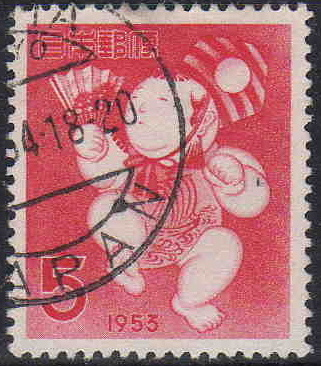
1 January 1953（昭和28年）年賀切手の御所人形の三番叟人形

## 地域の三番叟
- 小呂島の御奉楽の三番叟 - 福岡県福岡市。毎年8月18日、小学校1年生から6年生のうち、男子2名、女子1名が「御奉楽（ごほうらく）」の「三番叟」を舞う[2]。